# 15 Oktober Stadion
Het 15 Oktober Stadion (Arabisch: ملعب 15 أوكتوبر) is een multifunctioneel stadion in Bizerte, Tunesië. In het stadion kunnen 20.000 toeschouwers. Het stadion wordt vooral gebruikt voor voetbalwedstrijden. De voetbalclub Club Athlétique Bizertin maakt gebruik van dit stadion voor het spelen van hun thuiswedstrijden. De naam van het stadion verwijst naar de evacuatie van buitenlandse soldaten in Tunesië, ten tijde van de onafhankelijkheid van Tunesië in 1963.

## Afrika Cup
In 2004 werd dit stadion gebruikt voor wedstrijden op de Afrika Cup van 2004 Er werden 5 groepswedstrijden gespeeld. 
| № | Datum           | Wedstrijd               | Uitslag | Afrika Cup |
| - | --------------- | ----------------------- | ------- | ---------- |
| 1 | 26 januari 2004 | Kenia – Mali            | 1 – 3   | Groep B    |
| 2 | 28 januari 2004 | Rwanda – Guinee         | 1 – 1   | Groep A    |
| 3 | 30 januari 2004 | Senegal – Kenia         | 3 – 0   | Groep B    |
| 4 | 1 februari 2004 | Rwanda – Congo-Kinshasa | 1 – 0   | Groep A    |
| 5 | 2 februari 2004 | Burkina Faso – Kenia    | 0 – 3   | Groep B    |